# Aída Bueno

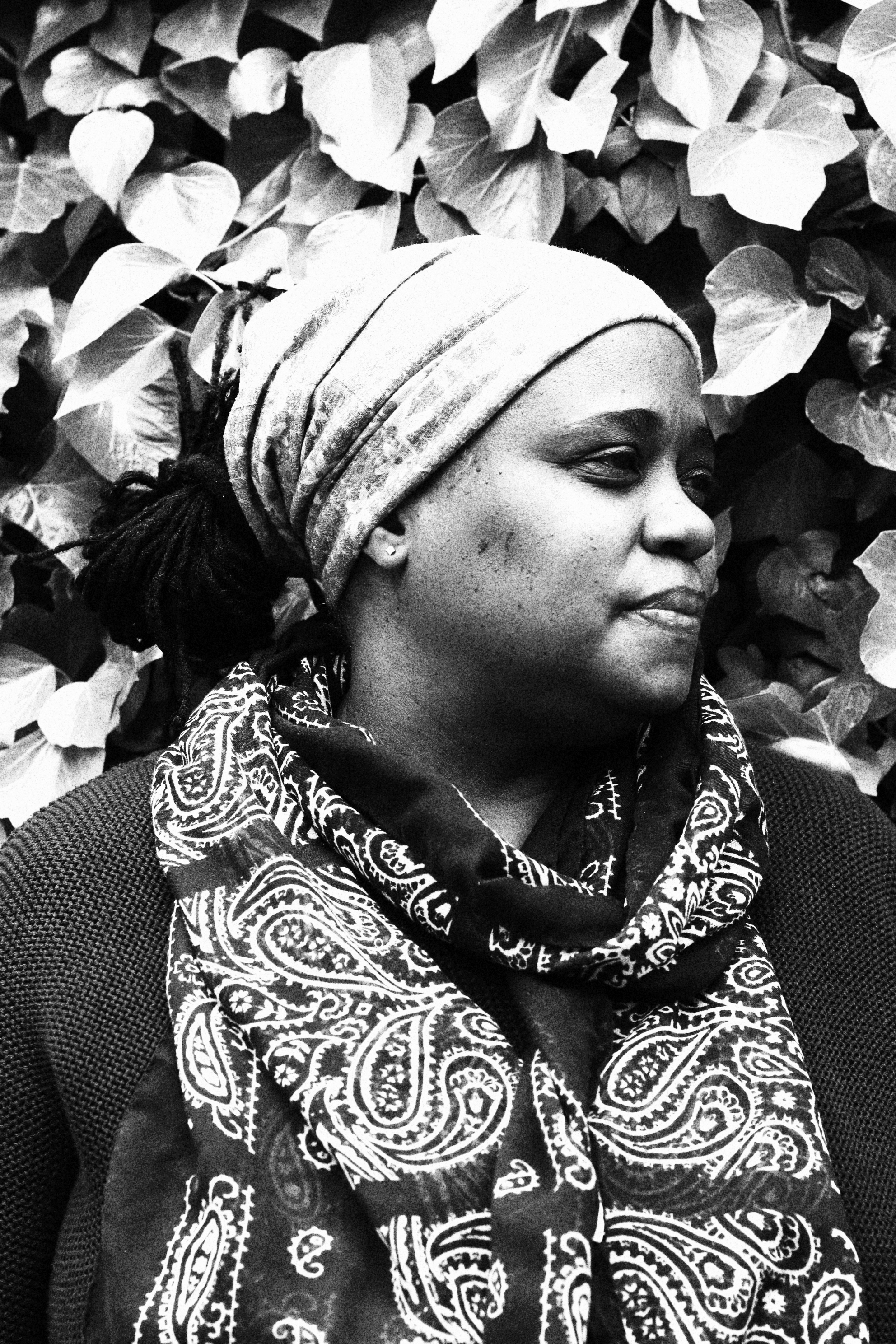
Aída Esther Bueno Sarduy

Aida Esther Bueno Sarduy é uma antropóloga afro-cubana, documentarista e professora da Universidade de Nova York.

## Carreira
Sarduy é doutorada em antropologia social pela Universidade Complutense de Madrid. A sua tese de doutoramento examinou a liderança feminina em religiões afrodescendentes como a religião Xangô no Recife. De 1999 a 2009 foi investigadora do Centro de Estudos sobre Migrações e Racismo da Universidade Complutense. Ela continuou a estudar a história das mulheres negras na América do Sul e lecionou na NYU, Hamilton College e Stanford.
O curta-documentário de Sarduy, Guillermina (2019), teve a sua estreia mundial no New Orleans Film Festival. Em março de 2020, a Associação de Mulheres da Guatemala convidou Sarduy a Madrid para falar sobre Guillermina.